# Primo Water
Primo Water Corporation (NYSE: PRMW) er en amerikansk producent af drikkevand på multi-gallon flasker, vanddispensere, refill vandmaskiner og vandfiltrering. De har hovedkvarter i Tampa, Florida. Deres årsomsætning er på ca. 2 mia. $.
Cott Beverage Corporation blev etableret i 1923 af Solomon Cott, en polsk emmigrant, med sine sønner Harry, Barney, Jack og Albert i Port Chester, New York.